# ピエール＝ルイ・ルーベ
ピエール＝ルイ・ルーベ（Pierre-Louis Loubet、1997年2月18日 - ）は、フランス・バスティア出身のラリードライバー。2019年のWRC2チャンピオン。父は1989年ヨーロッパラリー選手権チャンピオンのイブ・ルーベ。

## 略歴
7歳の時に、居住地だったポルト＝ヴェッキオの近くのサーキットでカートレースを始める。フォーミュラ・ルノーで1年間過ごした後、2015年にラリーへ転身する。同年にシトロエン・DS3 R3TでJWRC(ジュニア世界ラリー選手権)へ参戦。WRCデビュー戦となったポルトガルでいきなりクラス2位表彰台を獲得し注目を集めた。以降はカタルニア5位、GBは6位と表彰台はなかったがJWRCでは年間6位、WRC3では年間8位で終えた。
2016年からはWRC2へ参戦。しかし同年と2017年は年間10位、2018年は年間11位と苦戦を強いられたが、2019年はポルトガル、サルディニアで優勝し、その他のラリーでもコンスタントにポイントを獲得しこの年のWRC2チャンピオンを獲得した。また2018年と2019年はERCの開幕2戦にも参戦した。

### ヒョンデから念願のWRカー本格参戦
2020年にヒョンデのジュニアドライバープログラムに選ばれ移籍。前年共にWRC2で戦った母国の2Cコンペティションからヒョンデのセカンドチームとしてヒョンデ・2Cコンペティションで第5戦ポルトガルから最終戦ラリー・ジャパンまでの9戦にヒュンダイ・i20クーペWRCでの参戦が決まった。固定ナンバーは「7」を選択した。しかし新型コロナウイルス感染症の影響によるシーズン中断・再編により彼の参戦イベント数も減ることとなり3戦の出場に留まった。WRカーデビュー戦となった第4戦エストニアではポイント圏内の9位を走行していたがSS13でリタイア。続く第5戦トルコでも9位につけていたものの最終日のSS9にメカニカルトラブルでリタイア。第6戦サルディニアではマシントラブルもなく走り切り、7位完走でWRカーでの初ポイントを獲得した。
2021年も引き続き同チームから参戦、新たにオリバー・ソルベルグをチームメイトに迎える。当初はフル参戦の予定だったが成績不振による欠場、シーズン終盤の交通事故での骨折による欠場で8戦のみの出場となった。この年の最高位はラリー・エストニアの7位で、ポイント獲得も8戦のうちこのエストニアのみに終わった。シーズン終了後には2Cコンペティションを離脱しヒョンデ陣営からも離れた。

### Mスポーツ・フォード
2022年はMスポーツへ移籍。新規定車両のフォード・プーマ ラリー1で7戦に参戦する。また前年一時解消していたバンサン・ランデのコンビも復活させた。初戦のクロアチアは47位に終わるが、ラリー・ポルトガルで7位に入り、第5戦ラリー・イタリア・サルディニアでは初日3番手につけ、最終的に自己最高の4位を獲得した。エストニア、フィンランドはリタイアするが、続く第10戦アクロポリス・ラリーの初日SS5とSS6でトップタイムをマークし同じフランス人のチームメイトで9度のチャンピオンセバスチャン・ローブを抑え自身初のラリーリーダーに立った。しかし2日目はパンクを喫したりペースを上げることは出来ず初表彰台は逃したが2度目の総合4位に入った。続くカタルニアは10位に入った。7戦のみの出場だったが年間ランキングでは13位と健闘し、同じフランス人でフル参戦したチームメイトアドリアン・フルモーをポイントで上回った。
2023年はチームに復帰するオィット・タナックがチームメイトとなり、念願であった初のフル参戦を果たす。新しいコ・ドライバーにティエリー・ヌービルと長年コンビを組んでいたニコラ・ジルスールを迎える。開幕戦はリタイアに終わるが、続くスウェーデンでは最終SSでエンジンがストップし2戦連続リタイアかと思われたが、ロードセクションで使用するEVモードで走行を続け順位を落とすことなく6位で完走した。第4戦ラリー・クロアチアではSS12の時点で4位を走行していたが、追い上げてきたトヨタのオジェ、勝田、ロバンペラの3台にステージ毎に抜かれ7位に終わった。第5戦ポルトガルではSS1でトップタイムをマークし好スタートを決めるが、SS10のホイール脱落でデイリタイアとなり初優勝のチャンスを逃した。その後サファリは7位、エストニアは6位に入るが、以降はマシントラブルとクラッシュによるリタイアで安定感を欠いてしまい第11戦チリでも序盤でクラッシュしてしまい、このラリーを最後にジルスールとのコンビを解消。第12戦セントラル・ヨーロッパからは前年オジェのコ・ドライバーを務めたベンジャミン・ヴェイラスと組む。しかしこのラリーでも途中パンクを喫しタイムロスし本来のスピードを発揮できず10位に終わる。この成績不振を受けチームは最終戦ラリー・ジャパンへはルーベに代わりフルモーをエントリーさせた。これにより他のフル参戦ドライバーより一足先にシーズンを終えた。年間ランキングは前年を上回る12位となったが、スポット参戦だった昨年とほぼ変わらない獲得ポイントに終わった。初フル参戦であったため前年以上の飛躍が期待されたが、全体を通じてスピードはあるが安定感に欠いたことでそれに見合った成績を残せなかった。シーズン終了後にMスポーツと契約延長に向け交渉を続けたが、フルモーの再昇格と、ルクセンブルク出身の若手グレゴワール・ムンスターの加入が決定しルーベはトップカテゴリーのレギュラーシートを失うこととなった。

### 再びWRC2へ
2024年はトクスポーツWRTからシュコダ・ファビア ラリー2でWRC2に参戦。同じくラリー1から降格していたチームメイトのオリバー・ソルベルグやガス・グリーンスミスのようにチャンピオン争いに加わることが期待されていたが、ラリー・ポーランドで5位入賞した以外はスピードを発揮しながらマシントラブルやクラッシュでリタイアに終わり、出場5戦のうち4戦ノーポイントと不調でランキングは24位となった。

## WRCでの年度別成績
| 年     | 所属チーム                     | ランキング | 獲得ポイント | 最高位・回数 | 表彰台回数 |
| ------ | ------------------------------ | ---------- | ------------ | ------------ | ---------- |
| 2019年 | 個人名義                       | 21位       | 2            | 9位・1回     | 0回        |
| 2020年 | ヒュンダイ・2Cコンペティション | 19位       | 6            | 7位・1回     | 0回        |
| 2021年 | ヒュンダイ・2Cコンペティション | 18位       | 6            | 7位・1回     | 0回        |
| 2022年 | Mスポーツ・フォードWRT         | 13位       | 31           | 4位・2回     | 0回        |
| 2023年 | Mスポーツ・フォードWRT         | 12位       | 29           | 6位・2回     | 0回        |

* シーズン進行中
| 年     | 所属チーム             | 車両                     | 1       | 2     | 3      | 4     | 5      | 6       | 7     | 8     | 9      | 10      | 11      | 12     | 13  | WDC  | ポイント |
| ------ | ---------------------- | ------------------------ | ------- | ----- | ------ | ----- | ------ | ------- | ----- | ----- | ------ | ------- | ------- | ------ | --- | ---- | -------- |
| 2023年 | Mスポーツ・フォードWRT | フォード・プーマ ラリー1 | MON Ret | SWE 6 | MEX 27 | CRO 7 | POR 32 | ITA Ret | KEN 7 | EST 6 | FIN 45 | GRE Ret | CHL Ret | EUR 10 | JPN | 12th | 29       |